# Brusselse gewestverkiezingen 2009/Kandidatenlijst/FN
Dit is de kandidatenlijst van het Front National voor de Brusselse gewestverkiezingen van 2009. De partij dient geen volledige kieslijst in.

## Effectieven
1. Patrick Sessler
2. Florence Matagne
3. Patrick Lefèvre
4. Nathalie Frantzen
5. Danielle Smits
6. Jean-Pierre Borbouse
7. Francine Mathieu
8. Henri Theunis
9. Myriam Espreux
10. Albert Gigot
11. Micheline Goovaerts
12. Pascal De Tiège
13. Jenny Delpierre
14. Geoffroy Van Eyll
15. Jacqueline De Mote
16. Michel Dubuisson
17. Axel Kroonberg
18. Danielle Claes
19. Michel Delacroix

### Opvolgers
1. Michel Delacroix
2. Nathalie Frantzen
3. Henri Theunis
4. Florence Matagne
5. Patrick Lefèvre
6. Francine Mathieu
7. Geoffroy Van Eyll
8. Myriam Espreux
9. Jean-Marie Borbouse
10. Micheline Goovaerts
11. Jacqueline De Mote
12. Albert Gigot
13. Pascal De Tiège
14. Jenny Delpierre
15. Danielle Smits
16. Patrick Sessler